# Mitsuru Hasegawa
Mitsuru Hasegawa (født 3. februar 1979) er en tidligere japansk fodboldspiller.
Han har spillet for flere forskellige klubber i sin karriere, herunder Kataller Toyama.